# Hannelore Burosch
Hannelore Burosch (Rostock, 16 de novembro de 1947) é uma ex-handebolista alemã, medalhista olímpica.

## Carreira
Hannelore Burosch fez parte da equipe alemã oriental do handebol feminino, medalha de prata em Montreal 1976, jogou apenas uma partida.